# Damasus I
Damasus I, född omkring 305 i Rom, död 11 december 384 i Rom, var påve från den 1 oktober 366 till sin död den 11 december 384. Damasus I vördas som helgon inom Romersk-katolska kyrkan. Hans minnesdag firas den 11 december.

## Biografi
Damasus var son till Antonius, som troligen var spanjor, och Laurentia. När modern dog vid 89 års ålder hade hon tillbringat 60 år i Guds tjänst. Damasus växte upp i Rom, hos kyrkans tjänare i San Lorenzo fuori le Mura.
Damasus lyckades i oktober 366, efter en blodig kamp med sin medtävlare Ursinus, inta påvestolen. Damasus var en ivrig motståndare till arianerna, samt fördömde apollinarianism och makedonianism (semiarianism) vid två synoder i Rom och vid första konciliet i Konstantinopel 381. År 369 fördömde han vid ytterligare en synod i Rom den arianske biskopen av Milano, Auxentius; denne satt dock kvar till sin död då han efterträddes av Ambrosius av Milano. Till sin hjälp mot kättarna hade Damasus en av de kappadokiska fäderna, Basileios av Cæsarea.
Damasus gav kyrkofadern Hieronymus i uppdrag att verkställa den latinska Bibelöversättning som kallas Versio vulgata. Hieronymus var under en tid hans privatsekreterare. År 374 tog Damasus ett beslut om Nya Testamentets kanon vid en synod.
Den 27 februari 380 fick Damasus uppleva den stora triumfen när Theodosius I antog ediktet De fide Catholica, där den doktrin som aposteln Petrus predikat för romarna förklaras för statsreligion och över vilken kyrka Damasus nämns som överhuvud. Om kyrkan sade Damasus att den ecklesiastikala makten som kyrkan i Rom har över andra inte grundades på beslut från koncilier, utan på Jesu Kristi egna ord, och Damasus anförde då särskilt Matteusevangeliet 16:18.
Flera av Damasus författade latinska epigram (epigrammata) över helgon och martyrer, samt hymner (Carmina) finns bevarade. Hans gravskrift över jungfrumartyren Agnes är berömd; han författade flera andra skrifter, av dogmatiskt värde. I de Vatikanska kryptorna skrev han flera konstnärliga inskriptioner som ännu finns bevarade, och han lät uppföra ett baptisterium i Vatikanen.
Damasus I lät uppföra kyrkan San Lorenzo in Damaso (där hans reliker vördas) till helgonet Laurentius ära, och lät restaurera ett flertal av Roms äldsta kyrkor. Han lät även bilda vatikanska arkivet. Mellan Calixtus och Domitillas gravplatser lät han uppföra en basilicula, en mindre helgedom, där han enligt Liber Pontificalis själv skall ha blivit begravd med sin mor och sin syster. Under senare tid har hans mors epitaf återfunnits där.
Damasus begravdes i påvarnas krypta i Sankt Calixtus katakomber i södra Rom. Där lät han skriva:
| ” | Jag Damasus, önskar att mina kvarlevor blir begravda här, men jag fruktar att inkräkta i martyrernas heliga vilorum. | „ |